# 24898 Аланхолмс
24898 Аланхолмс (1997 AR17, 1997 EK46, 1998 MW37, 24898 Alanholmes) — астероїд головного поясу.
Тіссеранів параметр щодо Юпітера — 3,610.